# Валя-Муєрій-де-Жос
Валя-Муєрій-де-Жос (рум. Valea Muierii de Jos) — село у повіті Долж в Румунії. Входить до складу комуни Мелінешть.
Село розташоване на відстані 192 км на захід від Бухареста, 28 км на північ від Крайови.

## Населення
За даними перепису населення 2002 року у селі проживали 180 осіб, усі — румуни. Усі жителі села рідною мовою назвали румунську.